# Tagolsheim
Tagolsheim là một xã trong tỉnh Haut-Rhin, vùng Grand Est ở đông bắc Pháp. Xã này có diện tích 3,19 km², dân số năm 1999 là 643 người. Khu vực này có độ cao 265 mét trên mực nước biển.